# Hornfelsgipfel
Hornfelsgipfel är en bergstopp i Antarktis. Den ligger i Östantarktis. Nya Zeeland gör anspråk på området. Toppen på Hornfelsgipfel är 1 446 meter över havet. Hornfelsgipfel ingår i Morozumi Range.
Terrängen runt Hornfelsgipfel är varierad.  Trakten är obefolkad. Det finns inga samhällen i närheten. 